# Одиниця оподаткування
Одиниця оподаткування — одиниця вимірювання фізичної величини предмета податку.
Наприклад, одиницею оподаткування акцизного збору на алкогольні напої є градус. Земельного податку — квадратний метр. Податку з власників транспортних засобів є кубічний сантиметр.